# Union camerounaise
De Union camerounaise (Nederlands: Kameroense Unie) was een politieke partij in Kameroen die van 1958 tot 1966 bestond.
De partij was actief in het Franstalige deel van Kameroen en had haar machtsbasis voornamelijk in het (Islamitische) noorden van het land. De UC stond onder leiding van Ahmadou Ahidjo die streefde naar een onafhankelijke Kameroense staat en was bereid tot nauwe samenwerking met de Fransen om dit doel te bereiken. Na de onafhankelijkheid van Cameroun (1960) werd Ahidjo de president en stuurde hij aan op een fusie met Southern Cameroons, dat onder Brits bestuur stond. In 1961 sloot Southern Cameroons zich aan bij Cameroun en kwam de Federale Republiek Kameroen tot stand. In het Franstalige noorden en oosten werd de Union camerounaise feitelijk de enige partij (Parti unique) en in het Engelstalige westen van het land domineerde de Kamerun National Democratic Party.
Bij het partijcongres van 1962 in Ebolowa werd een vorm van het Afrikaans socialisme, gebaseerd op communautaire waarden, economische ontwikkeling en Afrikaanse tradities - ter onderscheiding van het wetenschappelijk socialisme - aangenomen als ideologie voor de UC. In 1964 maakte het Afrikaans socialisme plaats voor het "Kameroens socialisme."
Ahidjo stuurde aan op een fusie van zijn eigen UC met de KNDP welke in 1966 een feit werd. De nieuwe fusiepartij kreeg de naam Union nationale camerounaise (UNC).
De conservatieve intellectueel Samuel Kamé (1926-1998) gold als partijideoloog. Hij werd later politiek secretaris van de UNC.